# Apogonia waterhousei
Apogonia waterhousei är en skalbaggsart som beskrevs av Conrad Ritsema 1896. Apogonia waterhousei ingår i släktet Apogonia och familjen Melolonthidae. Inga underarter finns listade i Catalogue of Life.